# Vite strozzate
Vite strozzate è un film del 1996 diretto da Ricky Tognazzi.

## Trama
Alla morte del suocero, Francesco De Luca si accorge che i conti dell'azienda di famiglia sono in rosso. Dopo essersi rivolto senza successo alle banche, decide di chiedere aiuto a Sergio Vancini, un suo amico di gioventù, che gestisce una finanziaria illegale. A Sergio piace molto la moglie di Francesco, che è al tempo stesso attratta e respinta dalla sua figura di "salvatore" dell'azienda: il ricatto di Sergio farà il suo corso, assumendo l'altro suo amico Claudio De Santis per estorcere del denaro a Francesco.

## Riconoscimenti
- 1996 – David di Donatello
  - Candidatura alla migliore attrice non protagonista a Lina Sastri
  - Candidatura al miglior montaggio a Carla Simoncelli

- 1996 – Festival di Berlino
  - Premio Alfred Bauer a Ricky Tognazzi
  - Candidatura all'Orso d'oro a Ricky Tognazzi